# 조선인민군의 서울 점령
조선인민군의 서울 점령 이후 3일간의 행적에 대한 논란은 1950년 6월 28일 새벽 조선인민군의 탱크가 서울 중심부에서 목격되었으나, 전세가 유리함에도 불구하고 조선인민군은 6월 30일이 될 때까지 한강을 건너지 않았다는 점에서 비롯되었다. 이에 대한 해석으로 다음과 같은 가설이 제기되었다.

## 가설

### 제한전쟁설
북한은 전쟁계획이 남한 전역을 점령하려는 것이 아니었기 때문이라고 해석하는 가설이 있다. 즉 조선인민군은 대한민국의 수도인 서울만 점령함으로써 전쟁을 끝내려 했다는 것이다. 조선인민군의 목표가 통일정부 수립이었기 때문이다. 이를 '제한전쟁설'이라 부르기도 한다.
서울에 진주한 조선인민군 제1군단은 대규모 도하작전을 수행할 도하장비조차 전혀 갖추고 있지 않았으며, 자신들의 목표가 통일정부 수립이었던 만큼 이들은 서울 진주 후 국회소집을 통해 통일정부를 수립하기 위해 더 이상 남하하지 않고 서울에 체류하고 있었다. 그러나 이승만 정권의 신속한 남하로 이것이 불가능해지자 조선인민군은 결국 이승만 정권을 붕괴시키기 위한 추격전을 전개하지 않을 수 없었던 것으로 보인다.

### 민중봉기 대기설
하지만, 조선인민군이 서울에서 3일간 머무른 사실에 대해서 공산주의에 동조하는 민중봉기가 일어날 것을 기대했기 때문이라는 설도 있다. 즉, 민중들이 공산주의 운동을 일으키면, 이를 기반으로 남조선을 '해방'시키고자 했다는 것이다. 이러한 민중봉기 대기설을 주장하는 학자들은 조선민주주의인민공화국의 부수상인 박헌영이 라디오 방송을 통해, 산업을 마비시키기 위한 파업을 선동한 것이 그 상황증거로 본다.
무엇보다도 남한에서 조선공산당과 남로당의 공산주의 운동이 활발했던 점과 지주와 소작인간의 대립이 심했다는 점도 공산주의 봉기가 민중들에 의해 일어날 것이라고 기대하게 했다. 그래서 조선인민군이 3일간 서울에서 기다렸다는 설이 있는 것이다. 하지만 유상몰수, 유상분배라는 단점에도 불구, 토지개혁으로 계급갈등은 어느 정도 해소된 후였고 여러 개혁으로 공산주의 세력은 약화되었으며, 북한의 지도부가 기대한 민중봉기는 일어나지 않았다.

### 스탈린 또는 마오쩌둥 개입설
러시아 국방부의 군사연구소 연구원 이고르 파포프는 입증 문서는 없다는 걸 전제하면서도 "스탈린은 미국이 굴욕적인 패배를 당하면 원자폭탄을 사용할지 모른다고 우려해서 김일성의 부산 돌진을 저지시켰다"는 견해를 제시한다.
또한 마오쩌둥이 "전쟁은 보급로와 퇴로를 준비해야 한다"며 급한 추격전을 하지 않도록 여러번 경고했고 미군 개입과 이에 따른 중국군의 개입을 우려했기 때문이라는 설도 있다.

### 춘천 전투
최근 소련의 비밀 문서가 공개되면서 조선인민군이 서울에서 3일간 지체할 수밖에 없었던 새로운 이유가 제시되었다(KBS1 역사스페셜 방영).
조선인민군의 작전계획에 차질이 생겨 작전수립 및 도하장비 부족 때문에 3일을 허비할 수 밖에 없었다는 것이다. 조선인민군은 주공격을 당시 소련 군사고문단작성한 남침 작전 계획서에는 조선인민군 1사단, 3 사단, 4 사단, 6사단과 조선인민군 105 탱크여단으로 서울을 공략하고, 조선인민군 2사단과 12 사단은 춘천과 홍천을 6월 25일 당일에 점령한 뒤, 6월 28일에 수원을 점령하여 한강 이남으로 철수하였던 한국군을 포위하도록 되어 있었다. 실제로 6월 28일 당일 서부 전선에서 한국군의 가용 병력은 서울이 점령된 뒤에 남하하여 한강 방어선을 형성한 상태였다.
그러나, 춘천 전투에서 조선인민군은 한국군 6사단의 저항에 부딪혀 패배하였다. 조선인민군은 측 후방이 노출되는 상황이 되어 균형이 맞지 않게 되고 북한의 주공격군은 3일간을 서울에서 머무를 수 밖에 없었다는 것이다. 춘천지구의 한국군 6사단(사단장 김종오 대령) 7연대는 6월 22일부터 경계태세를 강화하며 동시에 전장병의 외출을 금지시켰다. 그 때문에 조선인민군의 기습공격에도 조선인민군의 전력을 40% 이상 격파하는 전과를 세웠다. 결국에 조선인민군 2만4천 명은 6월 25일 새벽 춘천을 기습공격했지만 40% 이상의 전력을 상실한 채 실패하고 만것이다. 한국군 6사단은 3일간 조선인민군과 대치하며 춘천을 확보했으나 육군본부 명령에 따라 충주로 철수하면서 조선인민군은 애초 작전 계획보다 2일 뒤인(3일만에) 6월 27일 저녁 10시에야 겨우 춘천을 점령했고, 7월 1일에야 겨우 양평쪽의 한강을 건넌 뒤에 7월 5일에 이천,용인에 이르게 되어 서울에서 내려와 수원,오산을 점령한 조선인민군과 합류하였다. 이 결과로, 한국군을 수원 이북에서 포위,섬멸하겠다는 조선인민군의 작전 계획은 수포로 돌아갔고, 한국군은 급히 시흥지구전투사령부를 설치하여 6월 28일 이후 도강한 개별적으로 후퇴한 패잔병들과 낙오병들을 긁어모아 편제를 유지하고 있던 일부 부대와 합치는 식으로 방어선을 펼칠 수 있었고, 이 때문에 조선인민군은 3일간 한강을 건너지 못했다는 주장이다. 실제로 춘천 전투 이후에 조선인민군은 전쟁을 수행했던 조선인민군 2사단과 12사단의 책임자들을 일제히 해임조치하였다. 또한 조선인민군은 결전 시도해야 할 장소와 시기 분별 못해 성과를 거두지 못한 전투의 실패를 언급하며 반면 한국군은 시간적 정신적 여유를 찾아 유엔군이 증원될 수 있는 시간 갖고 인천상륙작전과 낙동강에서의 반격작전도 가능하게 되었다.

## 관련 도서
- 김성칠. 《역사 앞에서》. 창비. 1993년. ISBN 978-89-3647-596-3